# Azenia
Azenia là một chi bướm đêm thuộc họ Noctuidae.

## Các loài
- Azenia edentata (Grote, 1883)
- Azenia implora Grote, 1883
- Azenia obtusa (Herrich-Schäffer, 1854)
- Azenia perflava (Harvey, 1875)
- Azenia templetonae Clarke, 1937
- Azenia virida (Barnes & McDunnough, 1916)